# Salud universal
Salud universal es el primer álbum de la banda de rock argentina Los Visitantes.  Fue lanzado en el año 1992. Este primer material tuvo mucha repercusión con la canción Playas oscuras; haciendo que los llevara a participar de la gira bautizada El Nuevo Rock Argentino que pasó por Córdoba  y  por el  Gran Buenos Aires. 

## Lista de canciones
Todas las canciones escritas y compuestas por Los Visitantes. 
| N.º   | Título                                              | Duración |  |
| 1.    | «Abajo en la ciudad» (Los Visitantes)               | 02:21    |  |
| 2.    | «Pi Pa Pu» (Los Visitantes)                         | 02:05    |  |
| 3.    | «El clavel»                                         | 03:29    |  |
| 4.    | «Tanta trampa» (Los Visitantes)                     | 03:57    |  |
| 5.    | «Sangre» (Los Visitantes)                           | 02:11    |  |
| 6.    | «Playas oscuras» (Los Visitantes)                   | 04:00    |  |
| 7.    | «La cautiva/Albergue Warnes» (Los Visitantes)       | 05:46    |  |
| 8.    | «Carne nueva» (Los Visitantes)                      | 04:10    |  |
| 9.    | «Antojo» (Los Visitantes)                           | 02:52    |  |
| 10.   | «La grieta» (Los Visitantes)                        | 03:50    |  |
| 11.   | «Castro Barros - Miserere (Norte)» (Los Visitantes) | 01:05    |  |
| 12.   | «Fiesta» (Los Visitantes)                           | 02:46    |  |
| 13.   | «A veces sabés» (Los Visitantes)                    | 02:40    |  |
| 14.   | «Relámpago de cuchillos» (Los Visitantes)           | 02:01    |  |
| 15.   | «Catarata de amor» (Los Visitantes)                 | 02:50    |  |
| 46:10 |                                                     |          |  |

## Banda
- Jorge Albornoz: batería
- Federico Gahzarossian: bajo y coros
- Palo Pandolfo: guitarra y voz
- Karina Cohen: coros
- Daniel Gorostegui: teclados
- Mariano Garcia: Percusión